# Abu Shanak
Abu Shanak (em persa: ابوشانك, também romanizada como Abū Shānak e Abū Shānek; também conhecida como Abowlshānak, Bashnak, Bū Shānek, Sânel, Shānek, Shānel e Shanel)é uma aldeia do distrito rural de Bahmanshir-e Jonubi, situada no distrito central do condado de Abadan, na província de Khuzistão, no Irã. Segundo o censo de 2006, sua população era de 1 031, em 161 famílias.